# Limonade
Pour les articles homonymes, voir Limonade (homonymie).

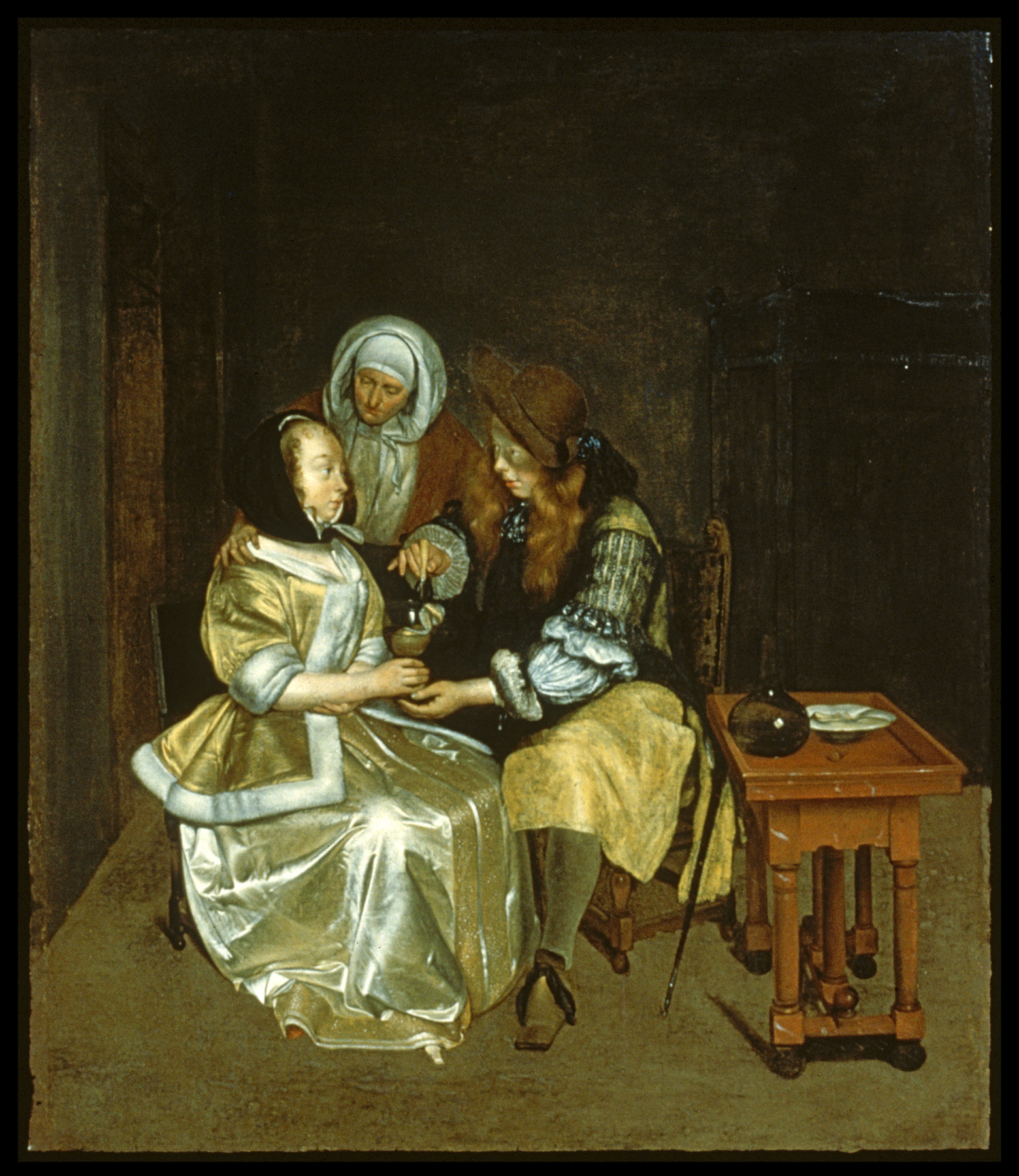
Atelier de Gerard ter Borch - Un verre de limonade - Moitié XVIIe siècle.

La limonade est une boisson froide constituée de jus de citron, d'eau et de sucre. Elle est souvent gazeuse en Europe, mais pas aux États-Unis ni au Canada.

## Étymologie
Le terme limonade est une dérivation du vieux français limon, en italien limone et en arabe laymun ou limun, qui désigne le fruit du citronnier, aussi appelé limonier.

## Origine
Les premières traces d'un ancêtre de la limonade se trouvent en Égypte médiévale. Le kashkab était une boisson préparée à partir d'orge fermenté, de menthe, de rue (une plante médicinale aux fleurs jaunes), de poivre noir et de feuilles de citronnier.
Nasir e Khosraw (1004-1070), un poète persan originaire de l'actuel Tadjikistan, mentionne dans « Safarnama » (Livre des voyages) la boisson « qatarmizat », préparée en Égypte médiévale. Celle-ci est obtenue en mélangeant le jus d'un citron fraîchement pressé avec du sucre de canne, qui est un édulcorant naturel aisément disponible. Cette préparation est similaire à la recette actuelle, à base de jus de citron avec du sucre ou du miel, dilué avec de l'eau pour réduire l'acidité. Cette boisson a priori assez populaire était vendue par de nombreux vendeurs ambulants sur les marchés du pays.
La première recette écrite de cette boisson n'apparaît qu'au XIIIe siècle dans un livre de cuisine arabe.
Vers la fin de la période médiévale, la limonade enrichie de divers types d'alcools, dont l'« airagh », une boisson obtenue par fermentation du lait, a commencé à apparaître en Mongolie, consommée par les guerriers de Gengis Khan.

## Histoire
La limonade, non gazeuse, est parmi les plus anciennes boissons du commerce des boissons, remontant au moins au XVIIe siècle. Elle serait apparue le 20 août 1630 à Paris. Au même endroit, en 1676, une entreprise appelée la Compagnie de Limonadiers a été formée et a accordé des droits de monopole pour vendre la limonade, la vente s’effectue dans des tasses à partir de citernes adossées aux boutiques des marchands appelés limonadiers. La Varenne dans Le Cuisinier françois, publié en 1654, donnait la recette suivante pour réaliser une limonade :

« Elle se fait diversement selon la diversité des ingrédients. Pour la faire avec du jasmin, il en faut prendre environ plein les deux mains, le mettre infuser dans deux ou trois pintes d'eau, et l'y laisser pendant huit ou dix heures, après quoi sur une pinte d'eau vous mettrez six onces de sucre. Celles de fleurs d'oranges, de roses muscades, et d'œillets se font de même. Pour faire celle de citron, prenez des citrons, les coupez, et en tirez le jus, mettez le parmi l'eau comme dessus ; pelez un autre citron, le coupez par tranches, le mettez parmi ce jus, et du sucre à proportion »

— Le Cuisinier françois
Le chimiste Joseph Priestley, inventeur de l'eau gazéifiée artificiellement, contribuera au succès de la limonade, grâce au développement par Johann Jacob Schweppe, un bijoutier suisse allemand, d'une nouvelle méthode de carbonatation de l'eau à l'aide d'une pompe qui facilite la mise en bouteille et la commercialisation.
Au XVIIIe siècle la limonade fut utilisée pour ses qualités médicales et pharmaceutiques. Jean-Baptiste Faciot mit au point une poudre que l'on pouvait mélanger avec de l'eau à raison d'une cuillerée pour un grand verre d'eau ; elle était composée de sucre, de sel d'oseille, et de quelques zestes de citron. Ce mélange fut particulièrement utile sur les navires où les bienfaits du citron dans le traitement du scorbut avait été mis en lumière par James Lind, et son usage fut ainsi répandu par ordre du duc de Choiseul. Parmentier dans le Formulaire pharmaceutique à l'usage des hôpitaux militaires de la République française publié en 1793 proposait différentes formules de limonades pharmaceutiques à base d'acide ou de crème de tartre, aromatisées à l'huile essentielle de citron. Dans les îles des Caraïbes on préparait au XVIIIe siècle une variante de la limonade qui était appelée en France « limonade à l'anglaise », avec du vin de Canarie, du sucre, du jus de citron, de la cannelle, de la muscade, du clou de girofle, et un peu d'essence d'ambre.
Aux États-Unis, au Canada, en Australie et en Inde, la limonade trouble, préparée à l'ancienne, et non pétillante est majoritairement consommée ; elle est aussi utilisée comme remède pour le mal de gorge.
Aux États-Unis, la limonade devient une boisson de substitution à l'alcool, Lucy Webb Hayes alors première dame, s'est vu prénommer Lemonade Lucy après avoir tenté de supprimer tout alcool à la Maison blanche.
En 1879 apparut une « limonade rose », mentionnée pour la première fois dans le West Virginia Wheeling Register. Une légende raconte qu'elle trouverait son origine dans la chute de bonbons rouges à la cannelle dans un sceau de limonade fraîche par un bonimenteur de cirque du nom de Henry E. Allott, qui aurait  ainsi dilué et coloré la limonade. La limonade mélangée à des fruits frais (pastèque, fraises, framboises, grenade) est toutefois consommée depuis des siècles partout dans le monde.

## Typologie selon les pays
En Argentine, Canada, Danemark, États-Unis, Hongrie, ou Turquie, la limonade non gazeuse se réfère à un mélange de jus de citron, de sucre et d'eau[réf. nécessaire]. En France, celle-ci est appelée citronnade. 
En Australie, Nouvelle-Zélande, Royaume-Uni, Suisse ou France le terme se réfère principalement à un breuvage incolore, gazéifié, doux, parfumé au citron. Il est semblable en goût et en apparence aux boissons telles que 7 Up et Sprite. En fait, ces deux boissons sont appelées « lemonade » en Australie, et désignées comme telles sur les canettes et bouteilles. La boisson américaine appelée « lemonade » existe au Royaume-Uni comme « boisson maison » (appelée « cloudy » ou « traditional lemonade »), mais n'est que très rarement vendue dans le commerce comme telle.[réf. nécessaire]

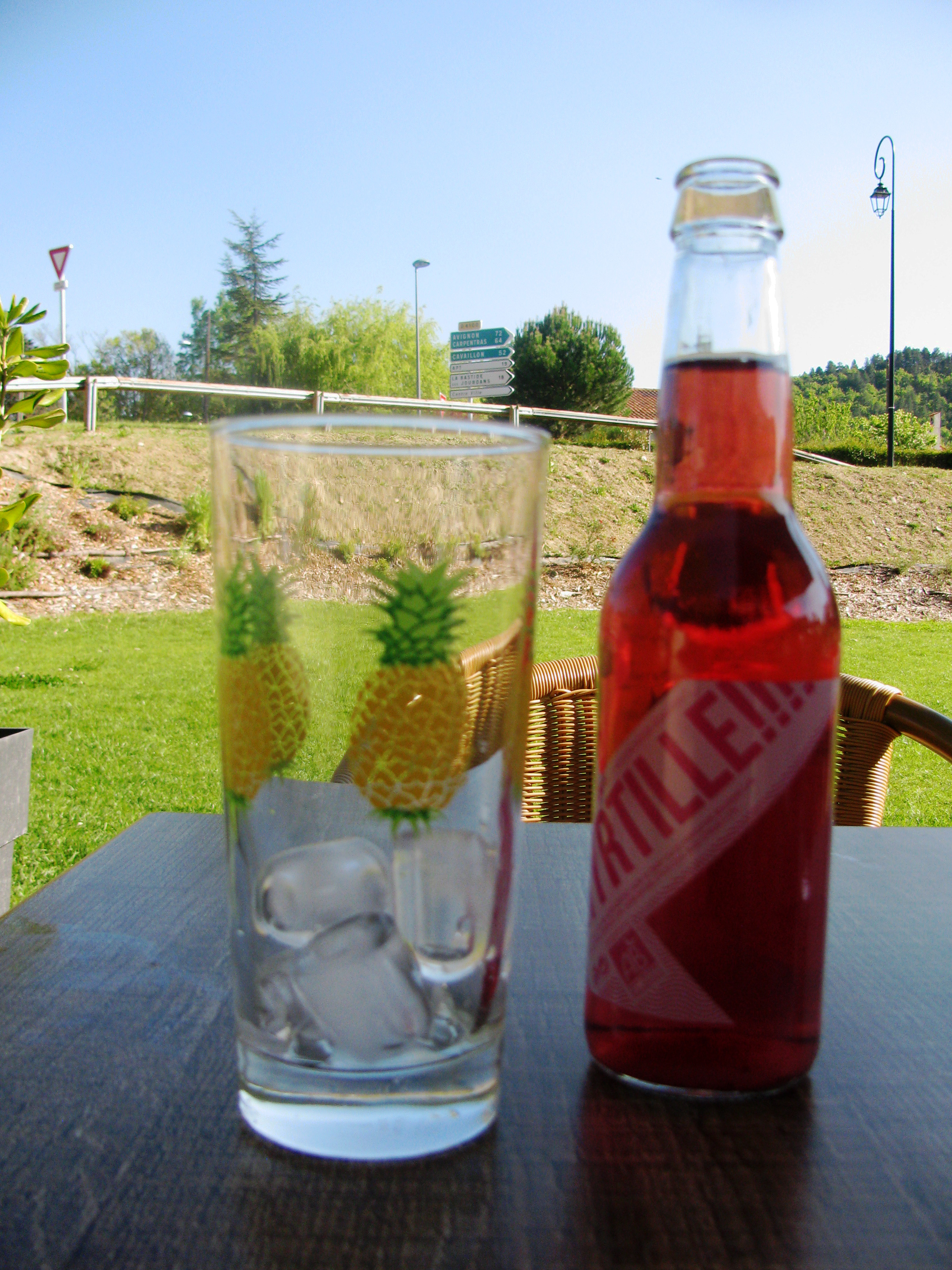
Bouteille de limonade artisanale à la myrtille avec un peu d’alcool servie en Provence.

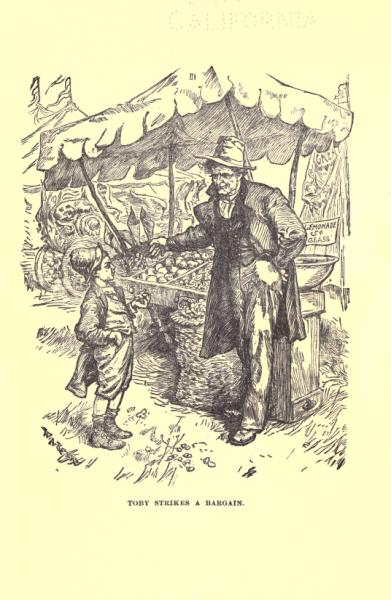
Illustration de 1880 représentant un vendeur de limonade.

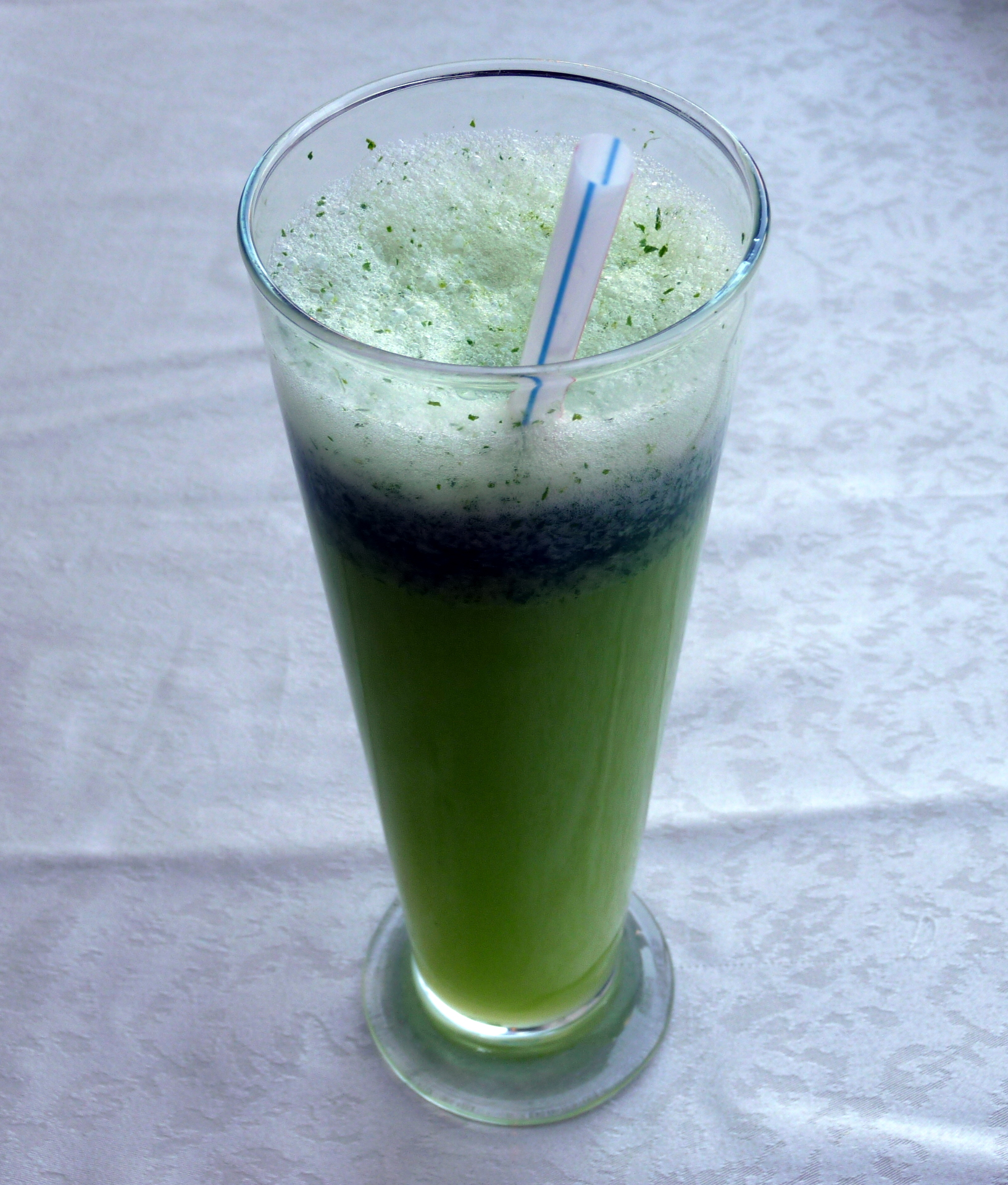
Limonana à la menthe servie en Syrie.

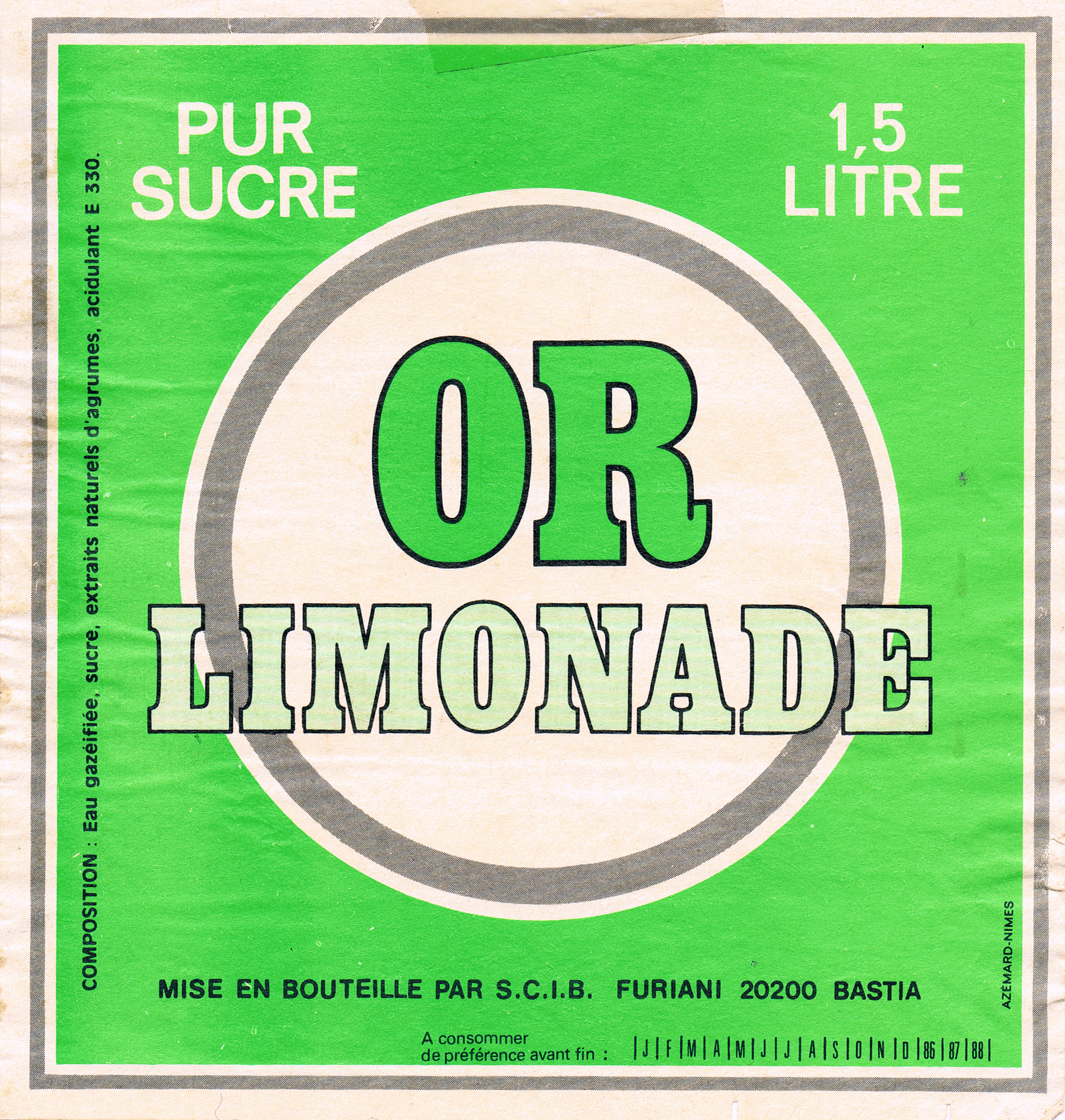
Étiquette, datant des années 1980, de limonade OR, produite par la société des eaux d'Orezza, en Corse.

En Afrique du Sud, en Irlande et en Grande-Bretagne, on trouve une limonade claire et une limonade marron.
En Grande-Bretagne dans les années 1970, la limonade n'était pas considérée comme un produit « glamour ». Cela a été délibérément parodié dans une publicité télévisée pour R. White's. Cette publicité a été un franc succès et a duré près d'une décennie, mais, bien plus tard, la relance de la campagne a eu moins de succès.[réf. nécessaire]
En Irlande, la limonade est gazéifiée et subdivisée en limonade blanche et rouge. La limonade blanche équivaut à la limonade gazeuse courante dans de nombreux pays, tandis que la limonade rouge est « la limonade » particulière à l'Irlande, au goût différent de celui de la limonade blanche, elle est soit bue seule ou ajoutée à du Whisky. En Ulster, la « limonade brune » se prépare en ajoutant du sucre brun, qui lui donne sa couleur.
En Belgique, on distingue la limonade aromatisée qui n'est que de l'eau sucrée et aromatisée sans trace de fruit et la limonade au jus de fruit qui elle contient du jus de fruit.[réf. nécessaire]
En France, l'article L. 3321-1 du Code de la santé publique mentionne les limonades dans les boissons du 1er groupe (boissons sans alcool). La réglementation française sur la limonade date de 1943. Plusieurs limonades sont commercialisées, parmi lesquelles limonade Ogeu entre 1955 et 1971,.
En Inde, la limonade (nimbu pani) fait référence à une boisson non gazeuse, mélange (entre autres ingrédients) de jus de citron, de sucre et d'eau qui peut ou non contenir du sel gemme.[réf. nécessaire]
Au Bangladesh, les limonades peuvent contenir du sel ou du jus de gingembre.
En Suisse, la limonade est définie officiellement comme une boisson contenant ou non de l’acide carbonique, préparée à partir d’eau potable ou d’eau minérale naturelle et de jus de fruits ou d’arômes, avec ou sans addition de sucres, de caféine ou de quinine.
En Slovénie, la limonade désigne une boisson non gazeuse acidulée mais le terme endosse également un sens plus péjoratif qui est l'équivalent du terme français de « soupe » attribué aux choses qu'on considère comme dépourvues d'intérêt comme la mauvaise musique ou les  feuilletons télévisés de série B.

## Produits commerciaux
De nombreux industriels se sont approprié la recette et en ont augmenté le taux de sucre afin de les intégrer dans leurs gammes de boissons sucrées. Les marques les plus connues de lemonade et de limonade sont 7 Up, Sprite. D'autres marques, comme Lorina (de la maison Geyer de Munster en Moselle), « La Délicieuse » (de la Brasserie d'Olt en Aveyron) restent sur une version traditionnelle de la limonade gazeuse à fines bulles, aux arômes naturels et peu sucrée.[réf. nécessaire]
Une des plus anciennes limonades artisanales françaises encore en activité est la limonade de Fontestorbes, créée en 1885 à Bélesta, dans le département de l’Ariège,.

## Citation
L'écrivain américain Dale Carnegie (1888-1955) disait : 

« Quand la vie te donne des citrons, fais de la limonade. »